# محرك رولز رويس كيستريل
 كيستريل أو النوع إف هو محرك طائرة مكبسي من النوع V-12 ذو سعة 22 لتر، وتبلغ قدرته 700حصان (520 كيلو وات).

يُعتبر أول محرك من رولز رويس ذو حاوية مسبوكة، كما يعتبر النموذج الذي بُنيت عليه معظم محركات رولز رويس المكبسية التالية.
استُخدم المحرك في الفترة بين الحربين العالميتين، وأظهر أداء ممتاز في عدد من المقاتلات البريطانية وقاذفات القنابل مثل طرازات هوكر فيوري وهوكر هارت وهاندلي بيج هيفورد. بيع المحرك أيضاً لقوات جوية عالمية، كما استُخدم لتشغيل نماذج طائرات عسكرية ألمانية استُخدمت فيما بعد خلال معركة بريطانيا.

مازال يتوجد العديد من محركات كيستريل صالحة للطيران حتى اليوم. 

## التصميم والتطوير

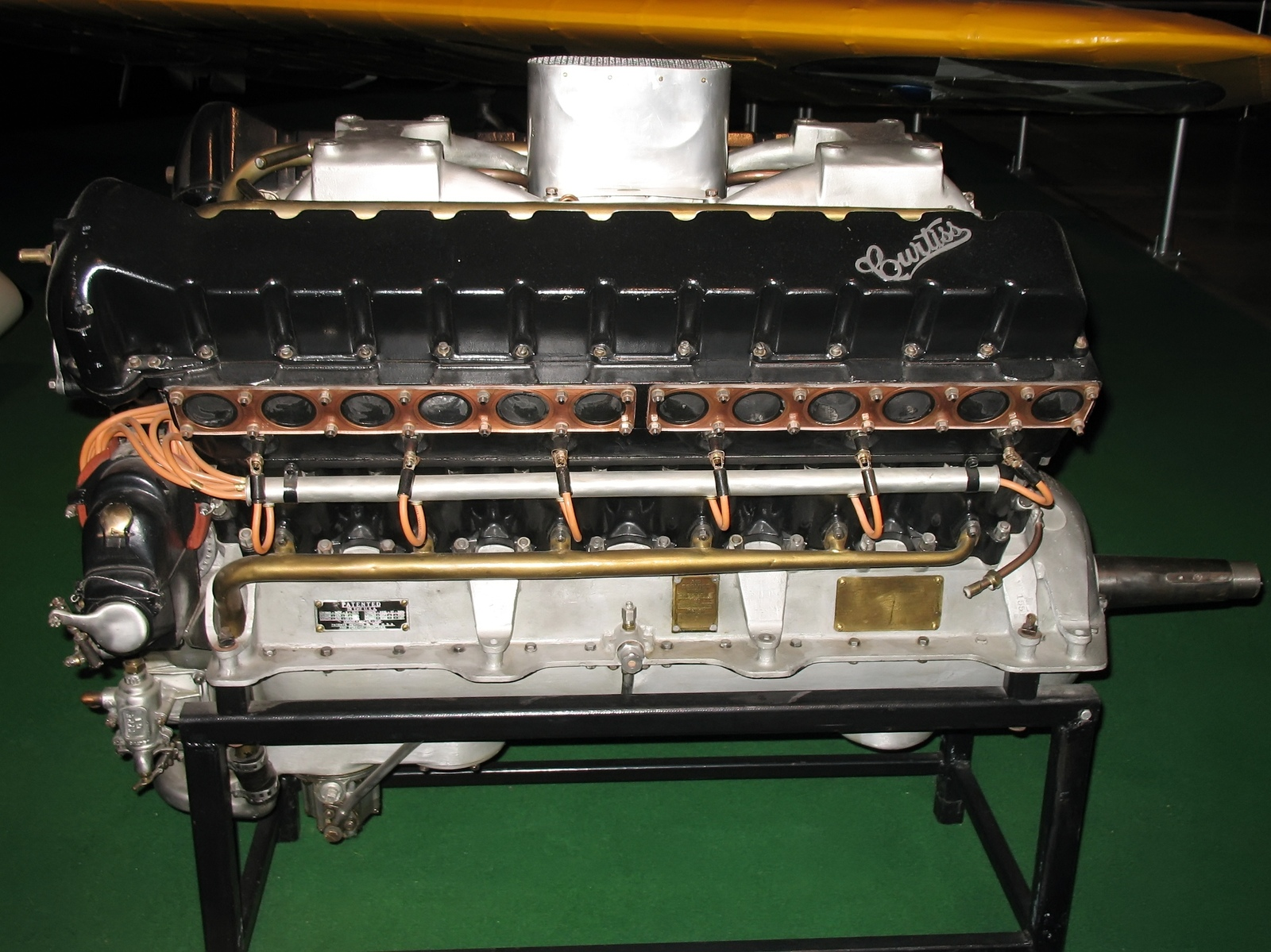
محرك كورتيس دي-12

### النشأة
ظهر محرك كيستريل نتيجة ظهورالمحرك الرائع كورتيس دي-12 أحد أوائل المحركات الناجحة ذات الحاويات المسبوكة. استخدمت تصاميم المحركات السابقة أسطوانات مصنوعة بالتشكيل، ورُبطت بواسطة براغي في علبة المرافق، بينما استخدم تصميم الحاوية المسبوكة الجديد حاوية من الألومنيوم شُكلت بداخلها الأسطوانات. 
كان نتيجة هذا التصميم محرك قوي وخفيف الوزن، يتطلب فقط تسويقه في ألات جديدة.
كان محرك كورتيس دي-12 أحد أقوى المحركات في عصره، وكان في تنافس مستمر مع المحركات المنافسة ذات القدرات المرتفعة. لم تستطع أي شركة بريطانية إنتاج محرك مثل دي-12 أنذاك، وعندما استوردت شركة فيري للطيران ‏ 50 محركاً من هذا النوع (أسمته فيري فيليكس)، اكتفت وزارة الطيران ‏ البريطانية بهذا العدد وطلبت من شركة نابير ‏ وشركة رولز رويس البدء في تصميم حاويات محرك مسبوكة. 
انتقلآرثر روبرا أحد كبار مهندسي شركة نابير إلى شركة رولز رويس، وذلك بعدما ضاق ذرعاً بإدارة نابير. أنهت هذه الخطوة أي مجهود تصميمي لشركة نابير، بينما كانت إضافةلرولز رويس.
صمم رولدج محرك جديد مستخدماً كل التطورات التي طرأت منذ محرك دي-12، واستخدم رولدج شاحن عنفي فائق في المحرك الجديد عند كل الارتفاعات ليسمح بتجاوز أدائه أداء محركات التنفس الطبيعي بقدر ما كانت رولز رويس تهدف لزيادة ضغط سحب الهواء. 

### نظام التبريد
كانت أحد التطورات في محرك كيستريل هو استخدام نظام تبريد مضغوط. تغلي المياه عند 100 درجة سليزيوس عند الضغط الجوي، لكن تنخفض درجة غليان المياه مع زيادة الارتفاع، وحيث أن كمية الحرارة المطرودة من المحرك تعتمد على درجة حرارة مائع التبريد (المياه هنا) وحجمه فإنه يجب الحفاظ على درجة حرارة مائع التبريد أقل من درجة غليانه، بالإضافة لزيادة كمية المائع المستخدمة مع زيادة حجم المشعاع لتبريد هذا المائع.
كان الحل هو زيادةضغط نظام التبريد بالكامل، ليس فقط لمنع انخفاض كفاءة التبريد مع زيادة الارتفاع ولكن أيضاً  لزيادة درجة حرارة غليان مائع التبريد على الأرض.
صُنع محرك كيستريل للحفاظ على ضغط كافي لبقاء درجة غليان مائع التبريد عند 150 درجة سليزيوس.

### التحسينات

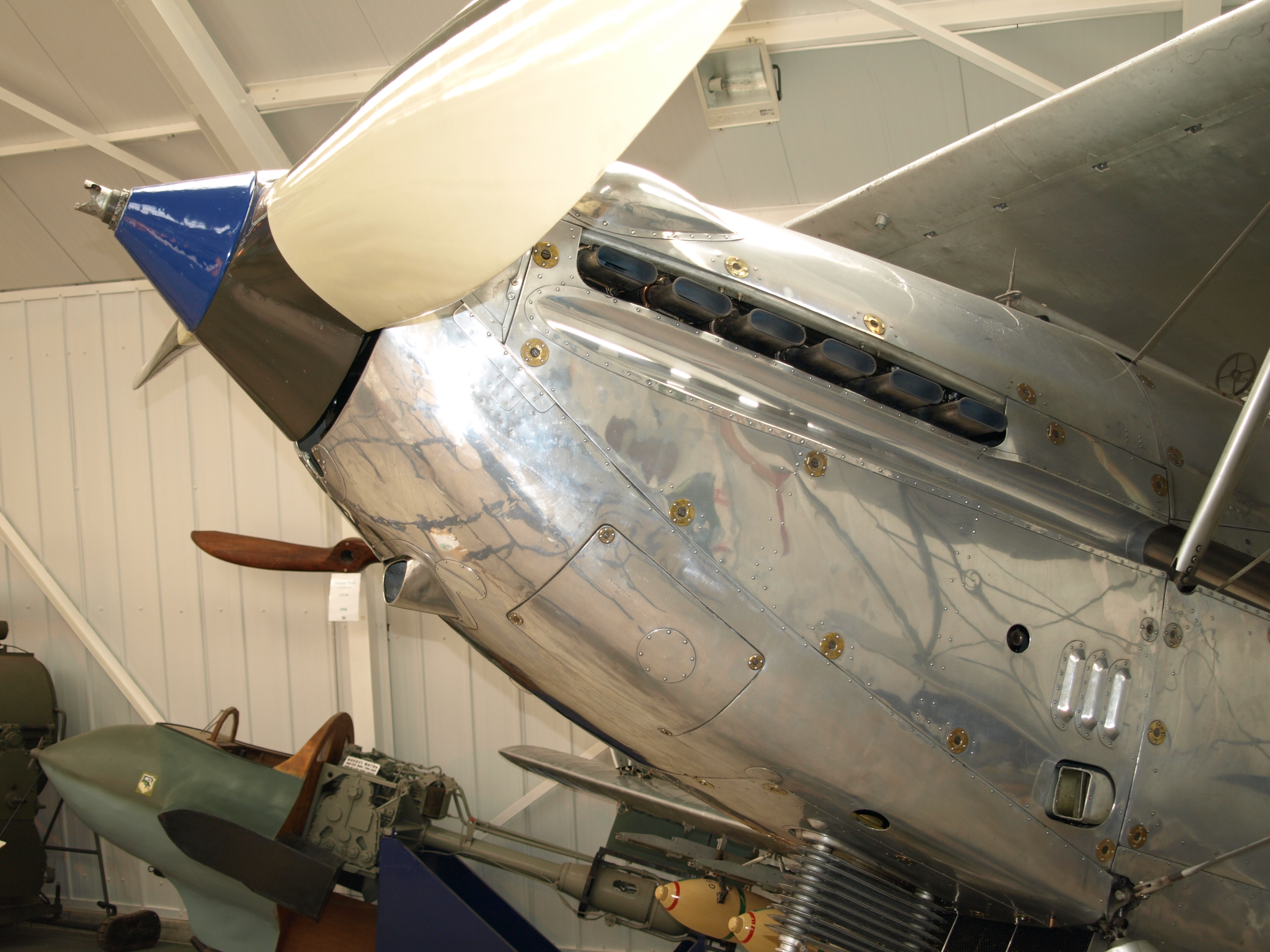
محرك كيستريل مركب في طائرة هوكر هيند.

أُنتج المحرك لأول مرة في عام 1927 وبلغتقدرته 450 حصان (340 كيلو وات)، وسرعان ما ارتفعت القدرة إلى 525 حصان (390 كيلو وات) في طراز IB من المحرك.

استُخدم المحرك بشكل واسع في طرازات طائرة هوكر هارت التي  كانت العماد الأساسي للقوات الجوية البريطانية في بداية ثلاثينيات القرن العشرين (1930)، ومع ذلك ازدادت القدرة بشكل تدريجي ليسجل الطراز V قدرة 695 حصان (520 كيلو وات) عند 3000 دورة/دقيقة بدون أي تغيير في التصميم الأساسي للمحرك، بينما سجل الطراز السادس عشر المستخدم في طائرة ميلز ماستر ‏ قدرة 670 حصان (500 كيلو وات).
اختبرت شركة مسرشميت طائرتها الأولى طراز مسرشميت بي إف 109 النموذج V1 والمسجة باسم دي-أي ايه بي أي في الطيران المدني الألماني، مستخدمة محرك كيستريل في عام 1935 حيث لم تكن المحركات الألمانية المصصمة للطائرة جاهزة بعد.
استخدمت شركة يونكرز أيضاً محرك كيستريل لنموذجها الأول من قاذفة القنابل يو 87 "ستوكا". طلبت وزارة طيران الرايخ (ألمانيا النازية) 4 محركات كيستريل VI وذلك بالتداول مع رولز رويس وإعطائها طائرة هاينكل إتش إي 70 بيلتز لتكون منصة اختبار للمحرك.
سمحت زيادة توافر وقود طائرات برقم أوكتان مرتفع في نهاية الثلاثينيات من القرن العشرين بزيادة قدرة المحرك إلى مستويات مرتفعة بدون المعاناة من طقطقة المحرك، وبلغت قدرة كيستريل أخيراً 720 حصان (537 كيلو وات) في الطراز رقم 30 من المحرك في عام 1940.
نتج عن تطوير محرك كيستريل كل من رولز رويس جوشاوك ‏ ومحرك رولز رويس بيرجرين (وبالتالي رولز رويس فيليتشر). واجه تطوير محرك بيرجرين ومحرك فيليتشر مشاكل، وأُنتج عدد قليل منهما وتم إلغاء إنتاج المحركين.

## الطرازات
أُنتج من محرك كيستريل 40 طراز، يُمكن تقسيمهم لثلاثة مجموعات رئيسية: محركات ذات تنفس طبيعي ومحركات ذات شحن توربيني فائق متوسط ومحركات ذات شحن توربيني فائق كامل. كان شكل أحد الطرازات، كيستريل 8 من الشكل الدافع (تُوضع المروحة الدافعه في نهاية المحرك بدلاً من المقدمة) واستُخدم للقارب الطائر شورت سنغافوره ‏. اختلفت الطرازات بالنسبة للشحن التوربيني الفائق في نسبة الانضغاط ونسبة تخفيض ترس المروحة الدافعة.

## التطبيقات
ربما لا يكون محرك كيستريل هو المحرك الرئيسي لهذه الأنواع، وذلك طبقاً لمرجع لمدسين (بالإنجليزية: Lumsden).

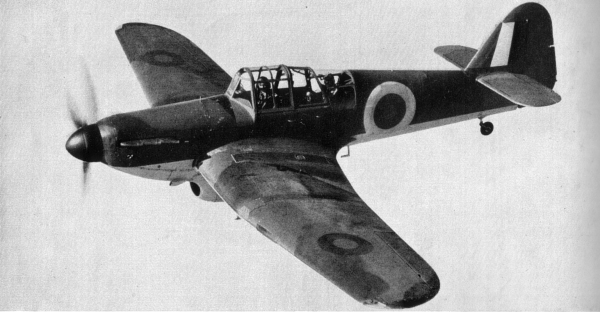
طائرة ميلز ماستر مشغلة بواسطة محرك كيستريل.

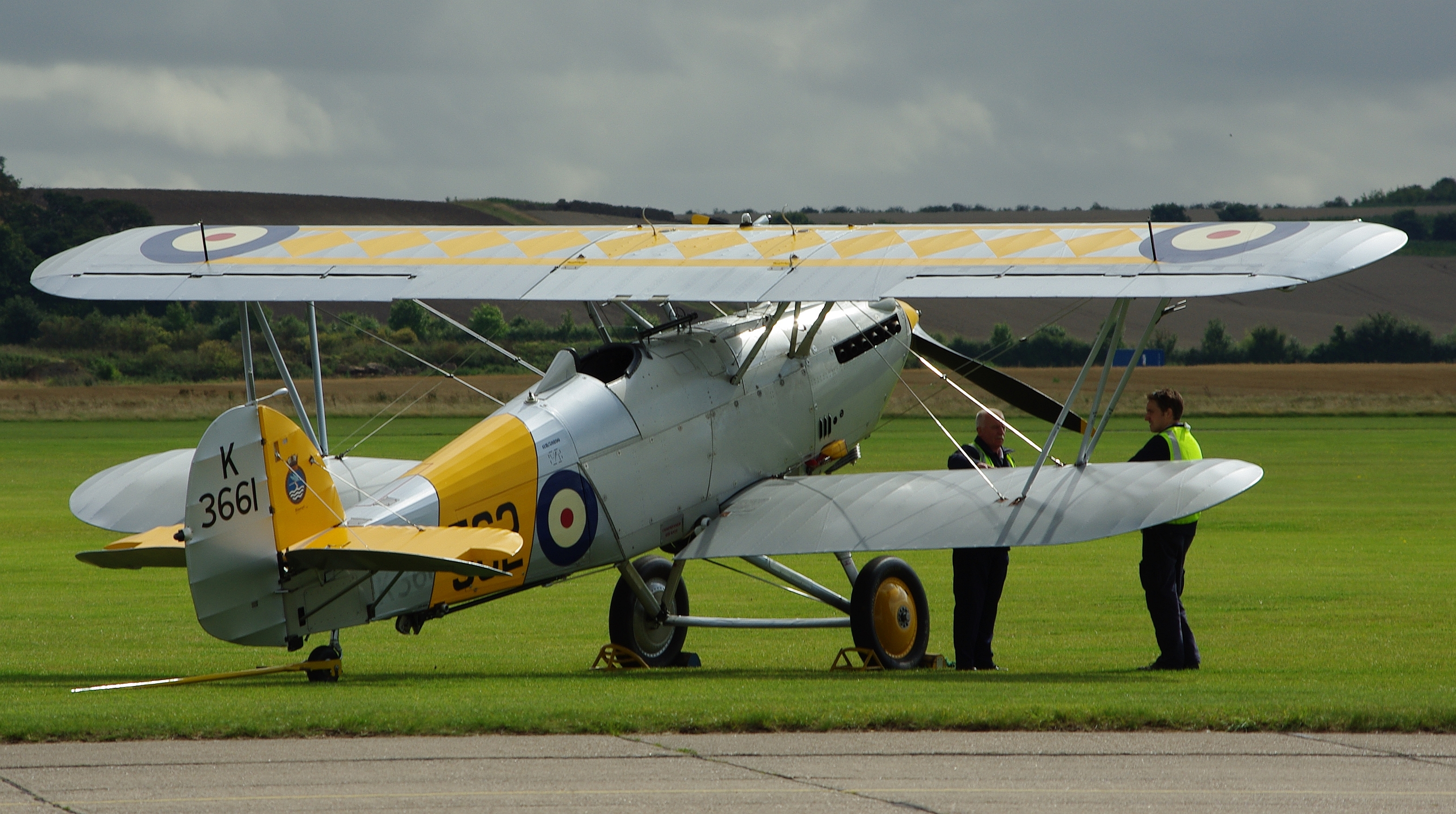
طائرة هوكر نيمرود 2 في العرض السنوي رقم 90 لمتحف دوكسفورد في عام 2008.

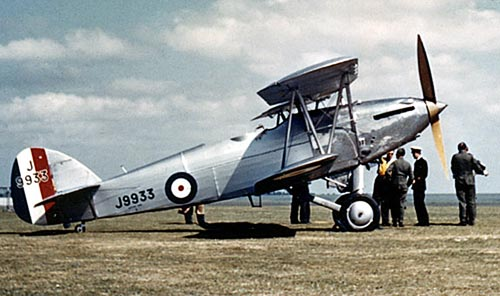
طائرة هوكر هارت

### تطبيقات الطائرات
- إيركو دي إتش 9
- أفرو أنتيلوب
- بلاكبيرن نوتيلس
- بلاكبيرن سيدني
- دورنير دو جيه
- فيري فلييت وينج
- فيري هيندون
- فيري إس 30/9[9]
- فوكر سي في
- فوكر سي إكس
- فوكر دي 17
- جلوستر جناتسنابر
- جلوستر تي سي 33[10]
- جلوستر تي إس أر 38
- هانددلي بيج هاميلتون
- هاندلي بيج هايفورد
- هاندلي بيج إتش بي 30
- هوكر أوداكس
- هوكر ديمون
- هوكر فيوري
- هوكر هارت
- هوكر هايند
- هوكر نيمرود
- هاينكل إتش إي 70
- هاينكل إتش إي 112
- هينشل إتش اس 122
- يونكرز يو 86
- يونكرز يو 86
- ميسرشميت بي إف 109
- ميلز ماستر
- ميلز كيستريل
- بارنال بيبيت
- براجا إي-45[11]
- رينارد أر 31
- سونديرس ايه 10
- شورت جرنارد
- شورت سنغافورة
- سوبرمارين سكابا
- سوبرمارين ساوثمبتون
- فيكرز إف 26/21
- فيكرز النوع 150
- فيكرز النوع 163
- ويستلاند ويزرد

### تطبيقات أخرى
- سيارة سرعة الرياح

## المحركات الباقية
مازال العديد من محركات رولز رويس كيستريل في الخدمة تقوم بتشغيل طائرات هوكر ثنائية السطح المعاد ترميمها، ومنها: 
- طائرة هوكر هيند المملوكة والمشغلة بواسطة متحف شاتلورث كولكشن  [لغات أخرى]‏، والتي تحبق بانتظام خلال أشهر الصيف.
- طائرة هوكر ديمون، ملكية خاصة ومحفوظة أيضاً في شاتلورث كولكشن، كما أنها الأخيره الصالحة للطيران من نوعها.
- طائرة هوكر نيمرود 1، اس1581، موجودة في دوكسفورد في مجموعة الطائرات المقاتلة. كل طائرة منها مزودة بمحرك رولز رويس كيستريل 5.
- طائرة هوكر نيمرود 2، كيه 3661، موجودة في دوكسفورد في مجموعة الطائرات التاريخية ومزودة بمحرك رولز رويس كيستريل 6.[12]

## محركات معروضة
تُعرض أمثلة محفوظة من محركات رولز رويس كيستريل للعامة في المتاحف التالية:
- متحف الطيران الوطني الأسترالي  [لغات أخرى]‏
- متحف بروكلاندز  [لغات أخرى]‏
- متحف الحرب الإمبراطوري دوكسفورد
- متحف كوسفورد لسلاح الجو الملكي
- متحف لندن لسلاح الجو الملكي  [لغات أخرى]‏
- متحف العلوم (لندن)
- متحف عالم فنون الملابس والسيارات الكلاسيكية  [لغات أخرى]‏

## المواصفات (كيستريل 5)

### مواصفات عامة

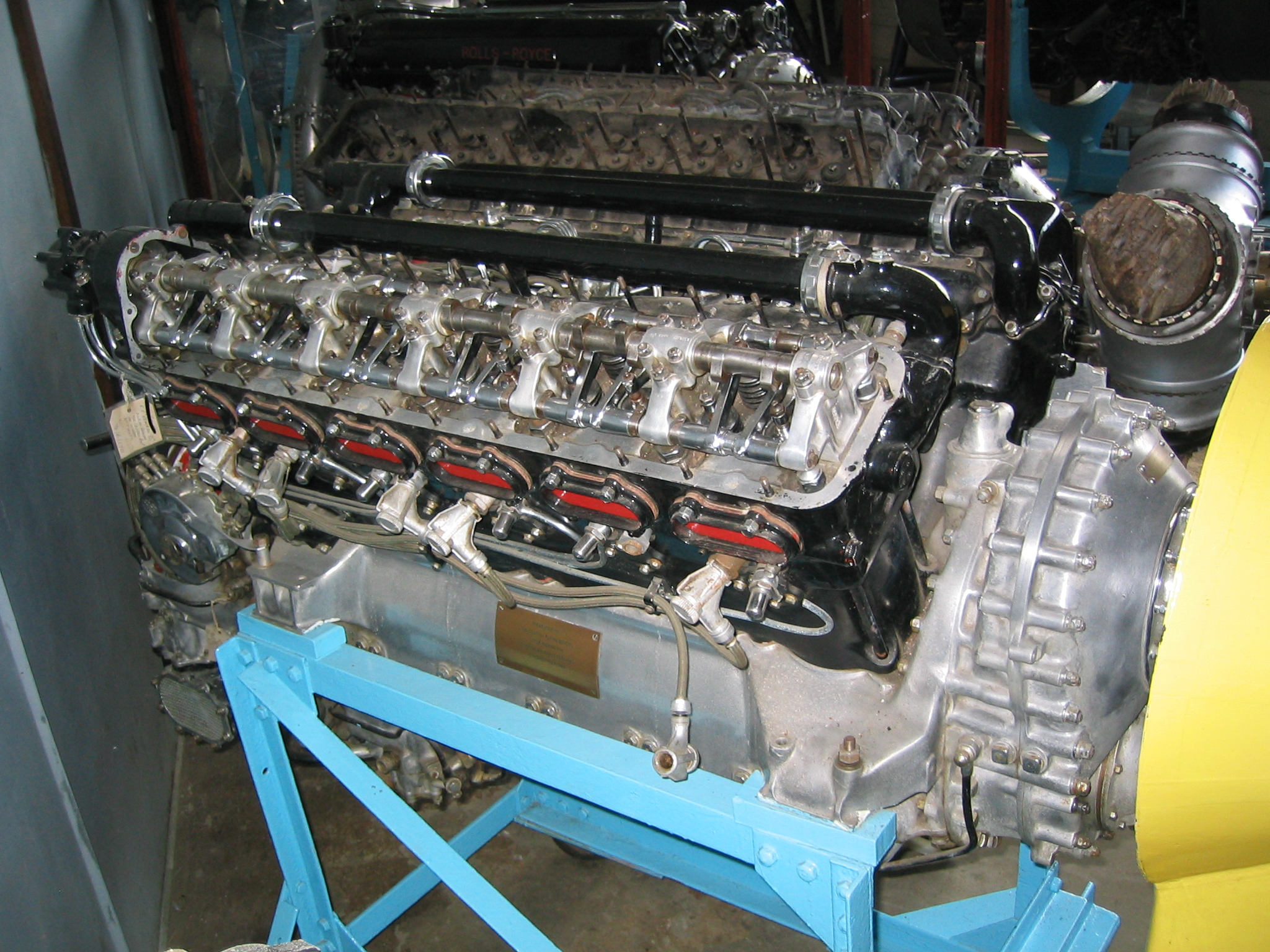
محرك رولز رويس كيستريل 6

- النوع: محرك طائرة مكبسي من النوع V-12 بزاوية V مقدارها 60 درجة. يتكون من 12 أسطوانات ومزود بشاحن توربيني فائق، ويُبرد بسائل.
- قطر الأسطوانة: 127 مم.
- الشوط: 140 مم.
- سعة المحرك: 21.4 لتر.
- الطول: 1895 مم.
- العرض: 620 مم.
- الارتفاع: 905 مم.
- الوزن الصافي: 434 كجم.

### المكونات
- سلسة صمامات: صمامين دخول وصمامين عادم من نوع الصمام القفازي لكل أسطوانة، ويتم تشغيلهم بواسطة عمود حدبات علوي.
- شاحن توربيني فائق: شاحن توربيني فائق طارد مركزي مشغل بواسطة ترس.
- نظام الوقود: مكربن رولز رويس.
- نوع الوقود: بنزين ذو رقم أوكتان 87
- نظام التبريد: تبريد بسائل مضغوط لتصبح درجة غليانه 150 درجة مئوية.
- ترس تخفيض: 1:0.553.

### الأداء
- القدرة الناتجة:
  - 685 حصان (511 كيلو وات) عند 2240 دورة/دقيقة أثناء الإقلاع.
  - 631 حصان (471 كيلو وات)عند ارتفاع 4400 متر عند 2900 دورة/دقيقة.
- كثافة القدرة: 0.53 حصان/بوصة مكعبة (24.05كيلو وات/لتر).
- نسبة الانضغاط: 1:6
- استهلاك الزيت: 7-13 جرام/(كيلو وات/ساعة)
- نسبة القدرة إلى الوزن: 0.72 حصان/باوند (1.18 كيلو وات/كجم).

## مزيد من القراءة
- Erfurth, Helmut. Junkers Ju 87 (Black Cross Volume 5). Bonn, Germany: Bernard & Graefe Verlag, 2004. ISBN 1-85780-186-5.
- Grey, C.G. (1972). Jane's All the World's Aircraft 1938. London: David & Charles. ISBN 0-7153-5734-4.
- Lumsden, Alec. British Piston Engines and their Aircraft. Marlborough, Wiltshire: Airlife Publishing, 2003. ISBN 1-85310-294-6.
- Rubbra, A.A.Rolls-Royce Piston Aero Engines - A Designer Remembers. Rolls-Royce Heritage Trust. Historical Series no 16. 1990. ISBN 1-872922-00-7
- Taylor, H.O. (1974). Fairey Aircraft since 1915. London: Putnam Publishing. ISBN 0-370-00065-X.
- James, Derek N. (1971). Gloster Aircraft since 1917. London: Putnam Publishing. ISBN 0-370-00084-6.
- Gunston, Bill. Development of Piston Aero Engines. Cambridge, England. Patrick Stephens Limited, 2006. ISBN 0-7509-4478-1

## روابط خارجية
- مقالة باللغة الإنجليزية عن محرك رولز رويس كيستريل 16
- جدول بيانات باللغة الإنجليزية يقارن بين أداء محرك كيستريل ومحركات أخرى. نسخة محفوظة 5 أغسطس 2007 على موقع واي باك مشين.